# Black-Ash Inheritance
Black-Ash Inheritance — MCD шведського мелодік дез-метал гурту In Flames, випущений в 1997 році.

## Список пісень
1. «Goliaths Disarm Their Davids» — 4:54
2. «Gyroscope» — 3:26
3. «Acoustic Medley» — 2:37
4. «Behind Space (вживу)» — 3:37